# فولیو

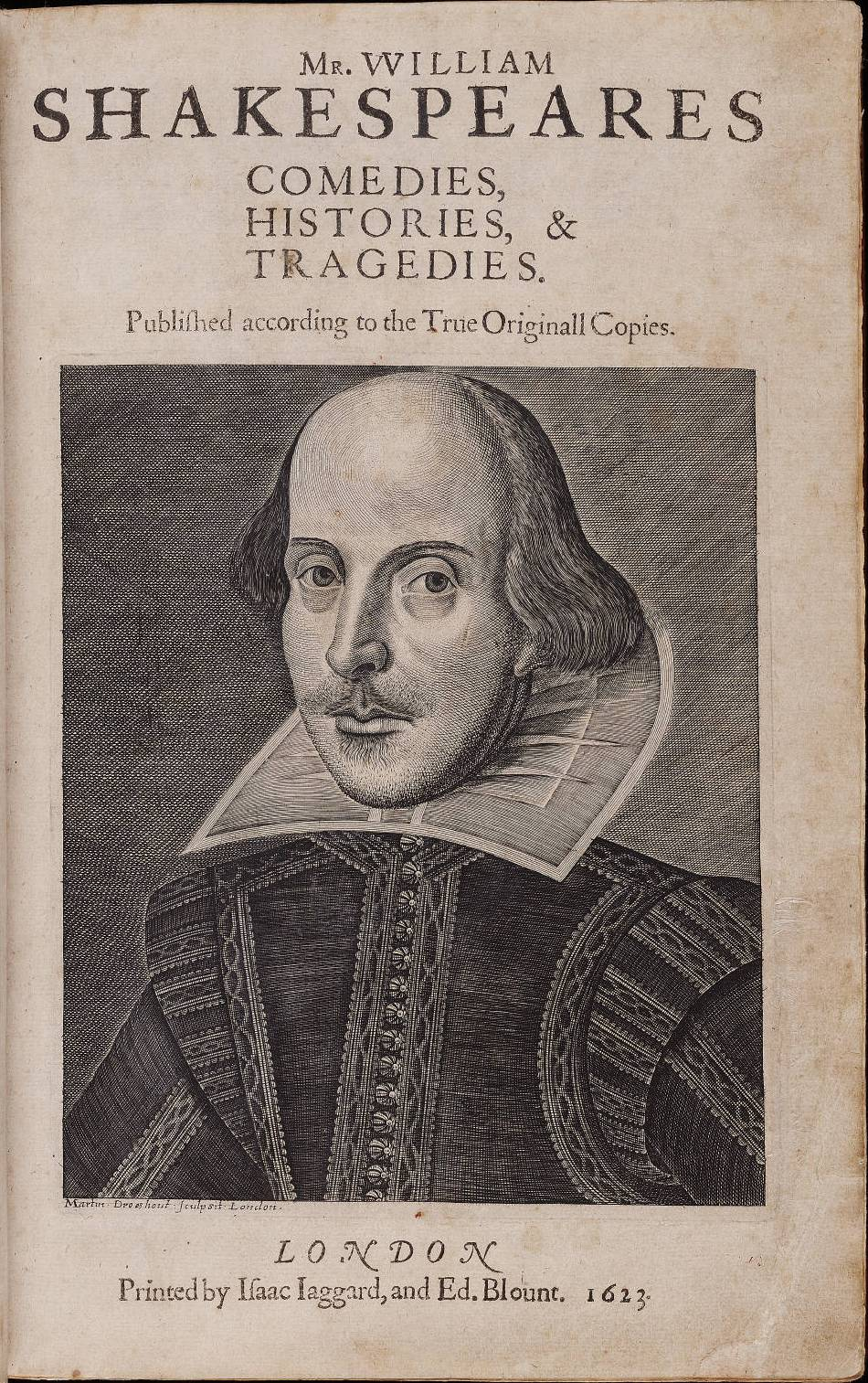
صفحه نخست اثری از ویلیام شکسپیر با نخستین فولیو، ۱۶۲۳

فولیو (انگلیسی: Folio) برگرفته از نام لاتین فولیوم به معنی برگ درخت. در حقیقت دارای سه موضوع جداگانه اما در یک راستا و وابسته به صنعت چاپ و نشر می‌باشد. موضوع نخست در رابطه با یک شیوه از شماره‌گذاری صفحه در چاپ کتاب می‌باشد. دومین موضوع، یک اصطلاح عمومی برای صفحات کتاب‌های دست‌نویس و خطی قدیمی است و سومین موضوع نیز اشاره به نوعی از قطع کتاب دارد که در ایران مترادف و مشهور است با «قطع نیم‌ورقی»، «قطع سلطانی» و یا «تیموری» که معمولاً برای کتاب‌های نفیس از آن استفاده می‌گردد.

## نگارخانه

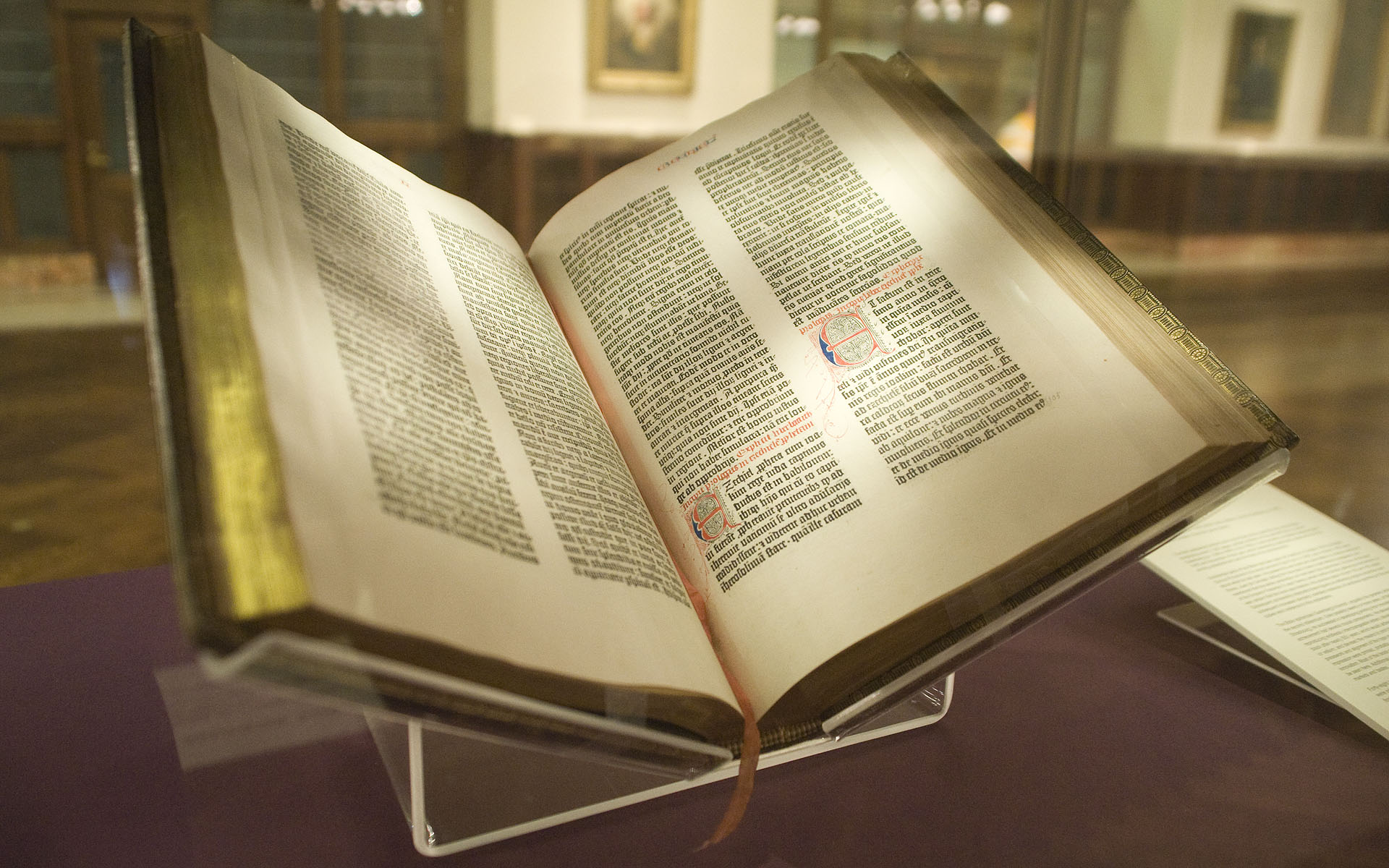